# Autobahn 54 (Belgien)

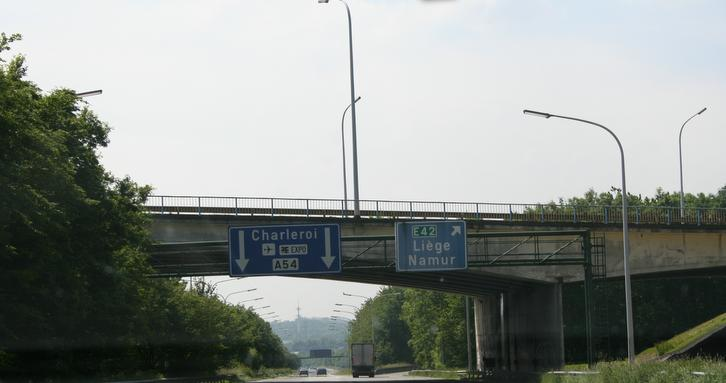
A54 beim Flughafen Brüssel-Charleroi

Die belgische Autobahn 54, französisch Autoroute 54, niederländisch Autosnelweg 54 genannt, dient als Zubringer von Charleroi im Norden.
Die A54 bildet zusammen mit der A7 die Verbindung zwischen Brüssel und dem Flughafen Brüssel-Charleroi (ca. 50 km). Sie wurde zwischen dem 14. September 1969 und dem 30. März 1972 eröffnet.